# Josef Hanel
Josef Hanel (18. března 1823, Razová u Benešova na Bruntálsku – 16. dubna 1903, Olomouc) byl kněz, moralista, vyučující na teologické fakultě v Olomouci a její několikanásobný děkan a kanovník olomoucké kapituly.

## Stručný životopis
Po studiích na gymnáziu v Opavě a teologické fakultě v Olomouci byl r. 1846 vysvěcen na kněze. R. 1851 získal doktorát z teologie, o dva roky později se stal profesorem morálky na olomoucké teologické fakultě a byl pětkrát jejím děkanem. Roku 1881 se stal sídelním kanovníkem olomoucké kapituly, r. 1882 proboštem kostela sv. Mořice v Olomouci, r. 1891 prelátem arcijáhnem kapituly a r. 1895 byl zvolen kapitulním děkanem. Byl pochován ve svém rodišti.